# Иван Цанков
Иван Цанков Дечев е български революционер, общественик, кмет на Бургас.

## Биография
Роден е през 1840 година в село Жеравна. През 1867 година членува в Тулчанския революционен комитет. По това време крие Стефан Караджа, Хаджи Димитър, Филип Тотю, Панайот Хитов и Дядо Желю. С препоръките на Георги Раковски влиза във втора българска легия. Известно време е секретар на Стефан Караджа. След Руско-турската война от 1877 – 1878 е председател на Ямболския окръжен съд. След това е назначен от генерал Столипин за окръжен управител на града. От там заминава за Татар Пазарджик, където става префект, а след това се установява на същата длъжност в Бургас. Впоследствие отново става префект в Татар Пазарджик. Два пъти е кмет на Бургас 1887 – 1890 и 1893 – 1894. Депутат е в IV велико народно събрание и в V и VII обикновени народни събрания. Приятел е на Стефан Стамболов и княз Фердинанд. Умира в град Бургас през 1925 година.